# Großhettstedt
Großhettstedt is een  dorp in de Duitse gemeente Stadtilm in het Ilm-Kreis in Thüringen. Het dorp wordt voor het eerst vermeld in een oorkonde uit 1140. Het dorp ligt bij een overgang over de Ilm in een oude handelsweg, getuige een nog aanwezige romaanse brug en een voorde.

## Geschiedenis
In 1961 fuseerde het dorp met Kleinhettstedt tot de gemeente Hettstedt. In 1996 gingen de dorpen op in de toen gevormde gemeente Ilmtal, die op 6 juli 2018 opging in de gemeente Stadtilm.